# الغویفات
الغویفات یک منطقهٔ مسکونی در امارات متحده عربی است که در ابوظبی واقع شده‌است.